# Verdiana Masanja
Verdiana Grace Masanja (née Kashaga; Bukoba, 12 de outubro de 1954) é uma matemática tanzaniana, especialista em dinâmica dos fluidos. É a primeira mulher tanzaniana a obter um doutorado em matemática. Além da matemática, também publicou sobre educação e participação das mulheres na ciência.

## Education
Masanja nasceu em Bukoba, na época parte do Protetorado das Nações Unidas de Tanganica. Foi aluna da Jangwani Girls Secondary School em Dar es Salaam e depois na Universidade de Dar es Salaam, obtendo um diploma em matemática e física em 1976 e um mestrado em 1981. Defendeu a dissertação de mestrado Effect of Injection on Developing Laminar Flow of Reiner–Philippoff Fluids in a Circular Pipe.
Obteve um segundo mestrado em física e obteve um doutorado em dinâmica dos fluidos na Universidade Técnica de Berlim. Sua tese, A Numerical Study of a Reiner–Rivlin Fluid in an Axi-Symmetrical Circular Pipe, foi orientada juntamente por Wolfgang Muschik e Gerd Brunk.
Masanja é editor-in-chief do Rwanda Journal.